# ديمبا كامارا
ديمبا كامارا (بالفرنسية: Aboubacar Camara)‏ (7 نوفمبر 1994 بكوناكري في غينيا - ) هو لاعب كرة قدم غيني في مركز الهجوم يلعب في نادي الذيد. شارك مع منتخب غينيا لكرة القدم. أما مع النوادي، فقد لعب مع غازي عنتاب سبور ونادي أجاكسيو ونادي باريس والمولودية الوجدية والنهضة العماني ونادي طويق ونادي الذيد.

## روابط خارجية
- ديمبا كامارا على موقع اتحاد تركيا (لاعب) (الإنجليزية)
- ديمبا كامارا على موقع قاعدة بيانات كرة القدم.إي يو (الإنجليزية)
- ديمبا كامارا على موقع ناشيونال فوتبول تيمز (الإنجليزية)
- ديمبا كامارا على موقع Soccerway.com (الإنجليزية)
- ديمبا كامارا على موقع عالم كرة القدم.نت (الإنجليزية)